# Ruta Nacional 33 (Japón)
La Ruta Nacional 33 (国道33号 Kokudō 33-gō?) es una ruta que comunica las ciudades de Kochi en la Prefectura de Kōchi y Matsuyama en la Prefectura de Ehime. También es conocida como Camino de Tosa (土佐街道 Tosa-kaidō?).

## Características
En el límite entre la Ciudad de Matsuyama y el Pueblo de Kumakogen se encuentra el trayecto más difícil, el Paso de Misaka (720 m s. n. m.). A pesar de haberse realizado mejoras en el año 1967, aún sigue teniendo tramos extremadamente angostos, subidas con una pendiente máxima de 8% y curvas muy cerradas, por lo que las condiciones meteorológias muchas veces provocan limitaciones a la circulación. Actualmente está en plena construcción un túnel que forma parte de la Ruta Misaka (三坂道路 Misaka-dōro?), que promete mejorar considerablemente la circulación por la Ruta Nacional 33. En épocas invernales se registran en la zona temperaturas inferiores a los -10 °C, por lo que se hace obligatorio el uso de cadenas en los neumáticos.

## Detalles
- Distancia total: 122,4 km
- Punto de Inicio: Cruce Kenchomae (県庁前交差点 Kenchōmae-kōsaten?) de la Ciudad de Kochi, en la Prefectura de Kochi. También es el punto final de las rutas nacionales 32 (国道32号 Kokudō 32-gō?) y 55 (国道55号 Kokudō 55-gō?); y el punto de inicio de las rutas nacionales 56, 194, 195 (国道195号 Kokudō 195-gō?), 197 y 493 (国道493号 Kokudō 493-gō?).
- Punto Final: Cruce Shiyakushomae (市役所前交差点 Shiyakushomae-kōsaten?) de la Ciudad de Matsuyama, en la Prefectura de Ehime. También es el punto final de las rutas nacionales 11 y 56; y el punto de inicio de las rutas nacionales 317, 379, 440 y 494.

## Historia
- 662: el camino que comunicaba a las ciudades de Kochi y Matsuyama fue completado. Posteriormente tomaría los nombres de Camino de Matsuyama (松山街道 Matsuyama-kaidō?) o Camino de Tosa (土佐街道 Tosa-kaidō?).
- 1886: se inician las obras para mejorar la ruta que unía el Pueblo de Marugame (丸龜町 Marugame-chō?) (actual Ciudad de Marugame) de la Prefectura de Kagawa con las ciudades de Kochi y Matsuyama, siendo conocido como Nuevo Camino de Shikoku (四国新道 Shikoku-shindō?).
- 1894: se finalizan las obras de mejora.
- 1920: el 1° de abril es trayecto entre las ciudades de Matsuyama y Kochi es reconocido como Ruta Prefectural Matsuyama-Kochi.
- 1945: el 18 de enero la Ruta Prefectural Matsuyama-Kochi pasa a formar parte de la Ruta Nacional 23 (国道23号 Kokudō 23-gō?) como una extensión de esta última, que hasta entonces comunicaba las ciudades de Tokio y Kochi.
- 1952: el 4 de diciembre y de acuerdo a la Nueva Ley de Rutas (新道路法 Shindōro-hō?), el tramo Kochi-Matsuyama de lo que fue la Ruta Nacional 23, pasó a denominarse Ruta Nacional Principal 33.
- 1965: el 1° de abril, por modificación de la Nueva Ley de Rutas, se suprime la diferenciación entre Ruta Principal y Secundaria. De este modo, pasa a llamarse simplemente Ruta Nacional 33.

## Tramos compartidos
- desde el Cruce Kenchomae (県庁前交点 Kenchōmae-kōten?) del distrito Honcho (本町 Honchō?) de la Ciudad de Kochi hasta el Puente Niyodogawa (仁淀川橋 Niyodogawa-bashi?) del Pueblo Ino (いの町 Ino-chō?) del Distrito de Agawa (吾川郡 Agawa-gun?), ambas localidades de la Prefectura de Kochi. Tramo compartido con la Ruta Nacional 194 (国道194号 Kokudō 194-gō?).
- desde el distrito Ko (甲 Kō?) del Pueblo de Sakawa (佐川町 Sakawa-chō?) del Distrito de Takaoka (高岡郡 Takaoka-gun?) hasta el Cruce Kawaguchi (川口交点 Kawaguchi-kōten?) del Pueblo de Niyodogawa (仁淀川町 Niyodogawa-chō?) del Distrito de Agawa, ambas localidades de la Prefectura de Kochi. Tramo compartido con la Ruta Nacional 494 (国道494号 Kokudō 494-gō?).
- desde el Cruce Kawaguchi hasta el Cruce Oodo (大渡交点 Oodo-kōten?) del distrito Tonokoe (峠ノ越 Tōnokoe?), ambos del Pueblo de Niyodogawa del Distrito de Agawa de la Prefectura de Kochi. Tramo compartido con la Ruta Nacional 439 (国道439号 Kokudō 439-gō?).
- desde el distrito Yanaigawa (柳井川?) del Pueblo de Kumakogen del Distrito de Kamiukena hasta el Cruce Shiyakushomae (市役所前交点 Shiyakushomae-kōten?) de la Ciudad de Matsuyama, ambas localidades de la Prefectura de Ehime. Tramo compartido con la Ruta Nacional 440 (国道440号 Kokudō 440-gō?).